# Pseudophryne
A Pseudophryne a kétéltűek osztályának békák (Anura) rendjébe és a Myobatrachidae családba tartozó nem.

## Elterjedése
A nembe tartozó fajok Ausztrália déli és keleti területein honosak.

## Rendszerezés
A nembe az alábbi fajok tartoznak:
- Ausztráliai álvarangy (Pseudophryne australis) (Gray, 1835)
- Bibron álvarangya (Pseudophryne bibronii) Günther, 1859
- Pseudophryne coriacea Keferstein, 1868
- Pseudophryne corroboree Moore, 1953
- Pseudophryne covacevichae Ingram & Corben, 1994
- Pseudophryne dendyi Lucas, 1892
- Pseudophryne douglasi Main, 1964
- Pseudophryne guentheri Boulenger, 1882
- Pseudophryne major Parker, 1940
- Pseudophryne occidentalis Parker, 1940
- Pseudophryne pengilleyi Wells & Wellington, 1985
- Pseudophryne raveni Ingram & Corben, 1994
- Pseudophryne robinsoni Donnellan, Mahony, & Bertozzi, 2012
- Pseudophryne semimarmorata Lucas, 1892